# 12215 Jessicalounsbury
12215 Jessicalounsbury eller 1981 US22 är en asteroid i huvudbältet som upptäcktes den 24 oktober 1981 av den amerikanska astronomen Schelte J. Bus vid Siding Spring-observatoriet. Den är uppkallad efter Jessica Lounsbury.
Asteroiden har en diameter på ungefär 3 kilometer.